# Igaküla
Koordinaten: 58° 36′ N, 23° 7′ O

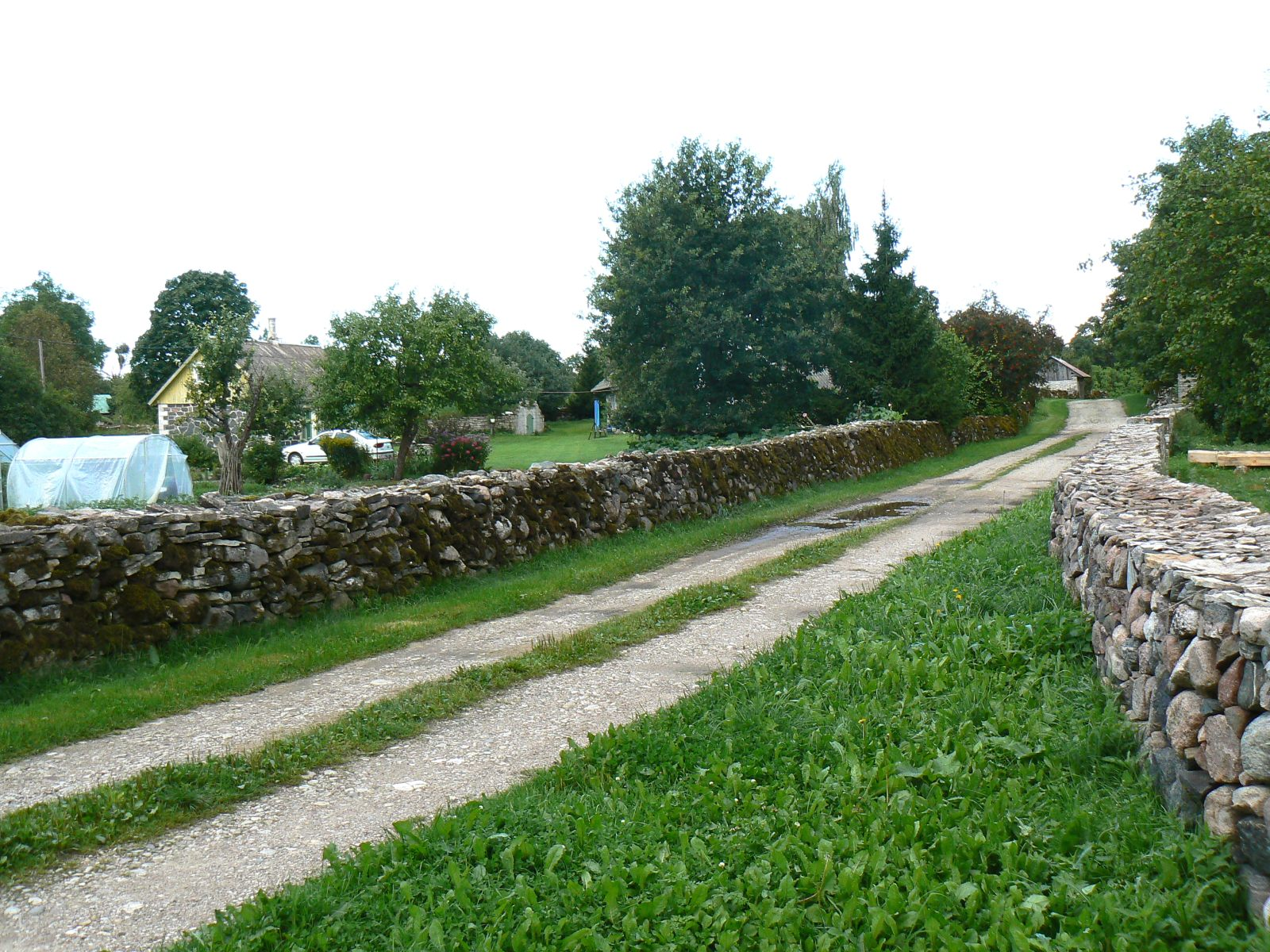
Straßenszene in Igaküla

Igaküla ist ein Dorf (estnisch küla) auf der drittgrößten estnischen Insel Muhu. Es gehört zur gleichnamigen Landgemeinde (Muhu vald) im Kreis Saare (Saare maakond).
Der Ort hat elf Einwohner (Stand 31. Dezember 2011). Er liegt im Westen der Insel, unweit des Museumsdorfs Koguva.